# Floripa Esporte Clube
O Floripa Esporte Clube, também conhecido como Super Imperatriz Vôlei, foi uma equipe brasileira de voleibol masculino da cidade de Florianópolis, Santa Catarina. Disputava a Superliga Série A. Até 2012 era conhecido como Cimed Esporte Clube.

## Histórico
O Grupo Cimed, após retirar seu patrocínio da equipe da Unisul montou em 2005 um novo time na cidade de Florianópolis:  o Cimed Esporte Clube, gerenciado e treinado por Renan dal Zotto. Em sua primeira temporada a equipe conquistou o título da Liga Nacional, o vice-campeonato catarinense e surpreendeu quando conquistou a Superliga 2005/2006 ao vencer a série melhor de cinco contra o Telemig Celular/Minas por 3 vitórias a 2, sendo a última delas conquistada no ginásio do Mineirinho. 
Na temporada seguinte a equipe conquistou pela primeira vez o campeonato catarinense [carece de fontes?] e na Superliga 2006/2007 terminou com o vice-campeonato ao perder a série melhor de cinco por 3 a 1 para o Telemig Celular/Minas.  A equipe retomou ao topo do pódio da competição nacional na temporada seguinte, vencendo novamente o Minas, desta vez em jogo único, por 3 sets a 2.  Na quarta final consecutiva contra o Minas veio o tricampeonato da equipe de Florianópolis, novamente em jogo único vencido por 3 a 0. 
O ano de 2009 reservou grandes desafios para a equipe catarinense. A Cimed conquistou o tricampeonato catarinense, pela primeira vez sem enfrentar a Unisul na decisão. [carece de fontes?] Os comandados de Marcos Pacheco ainda conquistaram o Sul-Americano de Clubes ao bater o Brasil Vôlei Clube no tie-break da final.  Com essa conquista a equipe se qualificou para o Mundial de Clubes, disputado no Catar. Em sua estreia no torneio mundial os brasileiros foram derrotados pelo Paykan Teerã (1-3).  Na segunda rodada a equipe se reabilitou ao vencer o Al-Arabi Doha (3-1),  mas não conseguiu passar pelo forte time polonês do PGE Skra Belchatów (1-3) sendo eliminada na primeira fase do torneio.  Na Superliga, pela primeira vez sem duelar contra o Minas na final, o time conseguiu seu quarto triunfo ao superar facilmente o estreante Bonsucesso/Montes Claros por 3 sets a zero. 
Em 2010 a equipe conquistou o tetracampeonato catarinense, consolidando sua hegemonia no estado. [carece de fontes?] Mais uma vez qualificada para o Sul-Americano de Clubes a equipe decepcionou ao ser derrotada na decisão pelo Drean Bolívar, da Argentina, no tie-break e ficou de fora do Mundial de clubes daquele ano.  Na Superliga, após uma boa primeira fase na qual terminou na segunda colocação,  a equipe foi surpreendida nas quartas-de-final pelo Vôlei Futuro, sétimo colocado, perdendo a série melhor de três por 2 a 0 e sendo eliminada do torneio de maneira precoce. 
Com o fim da equipe de voleibol masculino do Pinheiros a Cimed recebeu o apoio da Sky e pela primeira vez pode contar com estrelas do voleibol, como Giba e Gustavo.  Porém, devido a um problema de fratura por estresse na tíbia, Giba não pode disputar nenhum jogo pela equipe catarinense.  Após terminar a primeira fase na terceira colocação a equipe decepcionou novamente e foi eliminada novamente nas quartas-de-final; desta vez pelo Vivo/Minas, maior rival da maior parte de suas conquistas da Superliga. 
O resultado obtido na temporada 2011/2012, juntamente com o fraco desempenho do Pinheiros/Sky nas duas temporadas anteriores, levou a Sky a retirar seu patrocínio ao voleibol.  A equipe ficou então com o futuro incerto, provocando seu desmanche com a saída de diversos jogadores para outros clubes, como Giba (para o Personal Bolívar, da Argentina  ), Gustavo (para o Canoas Vôlei ), Éder (para o Sesi-SP), entre outros.  Em 20 de abril de 2012 o Grupo Cimed anunciou o fim de seus investimentos na equipe de voleibol.  
Após um período de incertezas o projeto gerenciado por Renan dal Zotto conseguiu o apoio da rede Supermercados Imperatriz, surgindo assim o Super Imperatriz Vôlei.   

## Títulos conquistados
- Campeonato Sul-Americano: 2009
- Superliga (4 vezes): 2005/2006, 2007/2008, 2008/2009 e 2009/2010
- Liga Nacional: 2005
- Campeonato Catarinense (6 vezes): 2006, 2008, 2009, 2010, 2011 e 2012

## Elenco

### Temporada 2012/2013
Relacionados para disputar a Superliga Série A 2012/2013 pelo Super Imperatriz Vôlei :